# Lago Escondido (Lácar)
El lago Escondido es un lago de origen glacial andino ubicado en Argentina, al sudoeste de la provincia de Neuquén, en el departamento Lácar.

## Geografía
Situado en la cordillera de los Andes, se encuentra en la parte inferior de un valle profundo y estrecho, se extiende al oeste a este, a pocos kilómetros al sur del lago Lácar. Está completamente rodeada por un denso bosque de tipo andino-patagónico.
Mide aproximadamente 4 kilómetros de largo, con una anchura media de menos de 1 km. Por lo tanto, tiene una superficie de aproximadamente 3 kilómetros cuadrados. Su emisario, un afluente del río Grande, fluye hacia el lago Lácar. El río Grande desemboca cerca de la localidad de Quila Quina. El lago forma parte de la cuenca alta del chileno río Valdivia.
El lago Lácar desagua a través del río Hua-Hum y los lagos que encuentra río abajo son: Nonthue, en Argentina; y, ya en Chile, Pirehueico, Neltume, Calafquén, Pullinque, Panguipulli y Riñihue. En Chile, el río Valdivia desemboca en el Océano Pacífico.